# Boško Lozica
Boško Lozica (* 28. November 1952 in Korčula) ist ein ehemaliger jugoslawischer Wasserballspieler. Er gewann mit der jugoslawischen Nationalmannschaft eine olympische Silbermedaille sowie zwei Bronzemedaillen bei Weltmeisterschaften und war je einmal Europameisterschaftszweiter und Europameisterschaftsdritter.

## Karriere
Der 1,95 Meter große Boško Lozica spielte bis 1980 bei KPK in seiner Heimatstadt und dann von 1980 bis 1985 bei VK Jug Dubrovnik, mit denen er mehrfach jugoslawischer Landesmeister wurde. Danach war er ein Jahr in Fulda und wirkte dann als Spielertrainer in Italien bei Rom und Mameli. Später führte er als Trainer HAVK Mladost Zagreb zum kroatischen Meistertitel.
1973 war Belgrad Gastgeber der ersten Weltmeisterschaft im Wasserball. In der Endrunde der besten sechs Mannschaften belegten die Jugoslawen mit zwei Siegen einem Unentschieden und zwei Niederlagen den dritten Platz hinter den Ungarn und der sowjetischen Mannschaft. Lozica warf ein Tor im Vorrundenspiel gegen Mexiko. Im Jahr darauf bei der Europameisterschaft 1974 in Wien siegten ebenfalls die Ungarn vor dem sowjetischen Team und den Jugoslawen, wobei die Jugoslawen nur durch die schlechtere Tordifferenz hinter der Mannschaft aus der Sowjetunion lagen. 1975 bei der Weltmeisterschaft in Cali wurde der jugoslawische Spieler Ratko Rudić in der Vorrunde zunächst wegen Dopings disqualifiziert, woraufhin die Jugoslawen zu zwei Spielen nicht antraten, weil sie sich um die Teilnahme an der Finalrunde betrogen sahen. Die Verbandsführung in Belgrad erreichte, dass die Jugoslawen in den Platzierungsspielen um den 13. Platz wieder mitwirkten, weil die Mannschaft sonst von den Olympischen Spielen 1976 und der Weltmeisterschaft 1978 ausgeschlossen worden wäre. Rudić wurde nachträglich rehabilitiert. Einen Monat nach der Weltmeisterschaft begannen in Algier die Mittelmeerspiele 1975. Die jugoslawische Mannschaft belegte den zweiten Platz hinter den Italienern. 1976 bei den Olympischen Spielen in Montreal erreichten die Jugoslawen zwar die Endrunde der besten sechs Mannschaften, konnten aber keins dieser fünf Spiele gewinnen und belegten den fünften Rang. Boško Lozica war in allen acht Spielen dabei und warf insgesamt zwei Turniertore.
1977 bei der Europameisterschaft in Jönköping wurde die jugoslawische Mannschaft Zweite hinter den Ungarn. Lozica warf sowohl im Spiel gegen die Sowjetunion als auch im Spiel gegen die Niederländer zwei Tore. 1978 bei der Weltmeisterschaft in West-Berlin wurden die Jugoslawen Dritter hinter den Italienern und den Ungarn, aber vor der sowjetischen Mannschaft. 1979 gewannen die Jugoslawen den Titel bei den Mittelmeerspielen in Split. 1980 bei den Olympischen Spielen in Moskau siegte die sowjetische Mannschaft vor den Jugoslawen und den Ungarn. Lozica war in allen acht Spielen dabei und traf insgesamt dreimal. Bei der Europameisterschaft 1981 belegten die Jugoslawen mit drei Siegen in sieben Spielen den vierten Platz.